# Peter Mell
Peter Mell (* 1939 in Weimar) ist ein deutscher Künstler des späten 20. Jahrhunderts und absolvierte seine Ausbildung an der Münchner Akademie der Bildenden Künste unter Josef Oberberger. Sein Œuvre umfasst großformatige Papierarbeiten in Kohle, Kreide und Tusche, die sich expressionistisch mit existenziellen Themen wie Gewalt, Sexualität und gesellschaftlichen Machtstrukturen auseinandersetzen. Als Vertreter der „Neuen Wilden“ erlangte er internationale Bekanntheit durch Teilnahmen an der Biennale di Venezia und der wegweisenden Schau Von hier aus in Düsseldorf.

## Leben und Ausbildung
Peter Mell wurde 1939 in Weimar geboren. Seine künstlerische Ausbildung erhielt er von 1959 bis 1964 an der Akademie der bildenden Künste München, wo er bei Professor Josef Oberberger studierte.
Nach seinem Studienabschluss in München entwickelte sich sein weiterer Lebensweg über mehrere geographische Stationen. Während seiner künstlerischen Laufbahn lebte Mell zunächst lange Jahre im Allgäu und wirkte am Bodensee, bevor er nach Thüringen zog. Seit 1995 hat er seinen Lebensmittelpunkt in Mehla in Thüringen.
Peter Mell lebt und arbeitet mit seiner Ehefrau, der Holzschneiderin und Künstlerin Uta Zaumseil, zusammen, die 1962 als Uta Glagau in Greiz geboren wurde und sich ebenfalls der bildenden Kunst widmet.

## Künstlerisches Werk und Stil
Peter Mells künstlerisches Werk ist geprägt von großformatigen Arbeiten auf Papier, die vorwiegend in den Techniken Kohle, Kreide, Pastell und Tusche ausgeführt sind.
Seine Zeichnungen zeichnen sich durch eine obsessive Verwendung direkter Metaphern aus den Themenbereichen Sexualität, Gewalt und Herrschaft aus, wobei die Arbeiten häufig mit schwarzer Kohle randvoll eingeschwärzt werden. In seiner künstlerischen Entwicklung verbindet Mell zeichnerische Schwarzbereiche mit monochromen Rot-, Gelb- und Blauflächen, wodurch eine synthetische Bildeinheit entsteht, in der sich Zeichnerisches und Malerisches vielfach überlagert.
Die Arbeiten weisen eine collageartige Verknüpfung inhaltlich, räumlich und stilistisch heterogener Elemente auf, bei der Architektonisches und Naturhaftes hart aufeinanderstoßen. Charakteristisch für Mells Bildsprache ist die mehrfache Brechung des Raums, der wie ein Labyrinth ineinander verschachtelt, mal durch ebene Flächen aufgehoben und dann wieder ins Absurde geöffnet wird. Seine großformatigen, meist schwarzen Blätter setzen sich intensiv mit Themen der Sexualität und Religiosität auseinander. In späteren Arbeiten gestaltet Mell Räume als dunkle, höhlengleiche Gebilde, in denen sich Einsamkeit in Leere und Stille manifestiert.
Ein bekanntes Beispiel seines Werks stellt die sechs Meter breite Kohlearbeit Etten von 1981 dar, die in fast altmeisterlich realistischer Manier ausgeführt ist. Mells Arbeiten aus den 1970er und 1980er Jahren sind durch eine intensive, traumwandlerische Auseinandersetzung mit existenziellen Themen des Menschseins gekennzeichnet.

## Ausstellungstätigkeit
Peter Mell etablierte sich ab Ende der 1970er Jahre durch Einladungen renommierter Kuratoren wie Kasper König, der ihn 1979 für die Gruppenausstellung 12 Künstler im Völkerkundemuseum München auswählte. Dieser Auftritt bildete die Grundlage für seine Teilnahme an der Biennale di Venezia 1980, wo er in der Sektion Aperto 80 vertreten war. In den folgenden Jahren folgten Einladungen zu Schlüsselausstellungen der deutschen Kunstszene, darunter Von hier aus – Zwei Monate neue deutsche Kunst in Düsseldorf (1984), kuratiert von König, die als wegweisende Schau für zeitgenössische Positionen galt.
Mells institutionelle Präsenz verdichtete sich ab Mitte der 1980er Jahre durch Einzelausstellungen in Galerien wie der Dany Keller Galerie München (1984, 1986, 1990, 1991, 2007) und der Galerie Bernd Lutze Friedrichshafen (1987–2007). Sein Debüt im musealen Kontext erfolgte 1987 mit einer Einzelausstellung im Museum Folkwang Essen, die vom 20. November 1987 bis 10. Januar 1988 lief. Parallel dazu zeigte das Städtische Bodensee-Museum Friedrichshafen 1988 die Schau Übermalte Siebdrucke, kuratiert von Lutz Tittel, in einem der Gebäude, das später vom Zeppelin Museum genutzt wurde.
Internationale Aufmerksamkeit erlangte Mell durch Beteiligungen an transnationalen Gruppenausstellungen wie Junge Kunst aus der BRD (1989 in Warschau, Belgrad, Zagreb) und Kooperationen mit Institutionen wie dem Bonner Kunstverein (Gegenwart und Vergangenheit, 1989). Die 1990er Jahre zeichneten sich durch interdisziplinäre Zusammenarbeit aus, darunter Mells Mitwirkung an der Tanzproduktion Feld, die im Oktober 1999 unter der Choreografie von Wanda Golonka im Marstall München – einer Spielstätte der Münchner Kammerspiele – uraufgeführt wurde und für die er die visuelle Bühnenraumgestaltung übernahm.
Ab den 2000er Jahren intensivierte sich seine Zusammenarbeit mit der Künstlerin Uta Zaumseil, dokumentiert durch gemeinsame Ausstellungen im Schloss Burgk (2007), beim Kunstverein Plauen-Vogtland (2010) und in der Kunsthalle Erfurt (2011). Retrospektive Würdigungen erfolgten unter anderem 2017 im Kunstmuseum Singen (30 Jahre Kunstmuseum Singen), das frühe Arbeiten aus den 1970er und 1980er Jahren präsentierte.
Mells Werk war zudem regelmäßig in Überblicksschauen vertreten, darunter Scharfer Blick in der Ausstellungshalle der Bundesrepublik Deutschland Bonn (1996), Blick + Bild in Singen (2002) und paarweise beim Kunstverein Ellwangen (2018), wo seine Kunstwerke neben denen von Bettina van Haaren, Volker Lehnert und Uta Zaumseil gezeigt wurde. Die jüngste dokumentierte Präsenz im Auktionskontext bildet die Versteigerung einer Tuschezeichnung aus der Sammlung Kasper König bei Van Ham Kunstauktionen im Januar 2025.

## Rezeption und kunsthistorische Einordnung Mells Werks
Peter Mells künstlerisches Schaffen wurde von Kunstkritikern in verschiedene kunsthistorische Kontexte eingeordnet und unterschiedlich rezipiert. Renate Puvogel charakterisierte 1987 in der Kunstforum International Mells Arbeitsweise als „fast altmeisterlich realistische Manier“, wobei sie seine großformatigen Kohlearbeiten als „obsessiv mit direkten Metaphern aus Sexualität, Gewalt und Herrschaft randvoll eingeschwärzt“ beschrieb. Die Kunstkritikerin ordnete seine düsteren Visionen in den Kontext von Urängsten und allgemeinen menschlichen Schicksalen ein, wobei sie die „masochistisch anmutenden Gleichnisse von Marter und Peinigung, von Brutalität und Einsamkeit“ als künstlerische Sublimierung gesellschaftlicher Problematiken interpretierte.
Die kunsthistorische Einordnung Mells erfolgte im Kontext der neoexpressionistischen Bewegungen der 1980er Jahre. Im KunstbuchAnzeiger wurde er 2011 als „Farbfeldmaler, der am l'art pour l'art (ver)zweifelt“ charakterisiert und als „politisch denkender Zeitgenosse“ eingestuft. Diese Beschreibung verortet ihn im Spannungsfeld zwischen formalistischen Ansätzen und gesellschaftskritischen Inhalten. Hanne Weskott analysierte in ihrer Rezension Mells thematische Ausrichtung und stellte fest, dass er „die Wunden aufzeigt, die die Menschen im Laufe ihres Lebens davontragen“ und gleichzeitig „aufzeigt, wie stark die Wunden von der Gesellschaft und der Einengung des Menschen gerade in Europa durch die Kirchen geprägt werden“.
Die stilistische Zuordnung zu den „Neuen Wilden“ erfolgte durch die charakteristische Verbindung von gezeichneten Schwarzbereichen mit „fast monochrom gehaltenen Rot-, Gelb- und Blauflächen“, wodurch nach Puvogels Analyse „eine synthetische Bildeinheit entsteht“. Diese Technik wurde als Weiterentwicklung neoexpressionistischer Prinzipien gedeutet, die sich durch „großformatige Gemälde in starken bis grellen Farben, aufgetragen in einem spontan-heftigen Pinselstrich“ und „bewusste Formlosigkeit“ auszeichneten. Die kunstwissenschaftliche Rezeption verortete Mells Arbeiten damit im Kontext der deutschen und österreichischen Künstler der 1980er Jahre, die „mit einer an Expressionismus und Van Gogh orientierten Malweise die figürlich-gegenständliche Malerei neu belebten“.
Kritiker bewerteten Mells künstlerische Entwicklung als kontinuierliche Auseinandersetzung mit gesellschaftlichen Tabus und religiösen Prägungen. Weskott stellte fest, dass „ihm alle Stigmata zu Geschlechtsmerkmalen geraten“ und interpretierte dies als Kritik an der „Verfemung und Tabuisierung des Sexualtriebes durch die Kirchen“. Die formale Entwicklung seiner Arbeiten wurde von der Kunstkritik als Übergang von reinen Kohlezeichnungen zu mixed-media-Arbeiten beschrieben, bei denen „Zeichnerisches und Malerisches sich vielfach überlagert“.

## Einzelausstellungen
- 1976 – B.O.A. München
- 1984, 1986, 1990, 1991, 2007 – Dany Keller Galerie, München (K)
- 1985 – Galerie Zimmer, Düsseldorf
- 1986 – Künstlerhaus Bethanien, Berlin
- 1987, 1990, 1991, 1993, 2001, 2007 – Galerie Bernd Lutze, Friedrichshafen
- 1987 – Museum Folkwang, Essen (K)[8]
- 1988 – Städtisches Bodenseemuseum, Friedrichshafen[17]
- 1988 – Kunstfonds Bonn (mit Vlado Kristl)
- 1989 – Galerie PM, Zagreb mit (H. Boehle und VA Wölfl)
- 1990 – Galerie Schedle & Arpagaus, Zürich
- 1991 – Galerie Gaby Kraushaar, Düsseldorf
- 1991 – Syndikathalle, Bonn
- 1994 – Galerie Rainer Wehr, Stuttgart (mit Holger Bunk)
- 1995 – Galerie Sprinhornhof, Neuenkirchen
- 1998 – Kunsthaus Villa Benary, Erfurt
- 1999 – Tanzproduktion Feld,  Marstall München, Choreographie Wanda Golonka
- 2000 – Türkenstrasse 60, München
- 2001 – Einzelgänger, Bundesakademie für kulturelle Bildung
- 2001 – Kornspeicher, Wolfenbüttel (mit Silke Leverkühne)
- 2002 – Galerie Parterre, Berlin
- 2002 – Galerie Bernd Lutze, Friedrichshafen (K)
- 2004 – Kunstverein + Zeppelin Museum Friedrichshafen  (K)
- 2005 – Kunstverein Gera
- 2005 – Kunstverein Weiden mit Utaaumseil
- 2007 – Schloss Burgk (mit Uta Zaumseil)
- 2010 – Kunstverein Plauen-Vogtland (mit Uta Zaumseil)
- 2011 – Kunsthalle Erfurt (mit Uta Zaumseil)

## Gruppenausstellungen
- 1979 – 12 Künstler im Völkerkundemuseum München
- 1980 – aperto 80, Biennale di Venezia  (K)
- 1984 – Von hier aus – Zwei Monate neue deutsche Kunst in Düsseldorf, Düsseldorf  (K)
- 1985 – vom Zeichen, Frankfurter Kunstverein  (K)
- 1988 – Kunstfonds Bonn
- 1988 – Focus 88, Hypo Kunsthalle München  (K)
- 1989 – Gegenwart und Vergangenheit, Bonner Kunstverein
- 1989 – Junge Kunst aus der BRD, Warschau, Belgrad, Zagreb (K)
- 1990 – Kunstminen, Kunstmuseum Düsseldorf  (K)
- 1991 – 10 Jahre Kunstfonds Bonn, Bonner Kunstverein  (K)
- 1992 – Fest der Malerei, Marstall Berlin (K)
- 1996 – Scharfer Blick, Bonn, Ausstellungshalle der BRD  (K)
- 2002 – Blick + Bild, Singen  (K)
- 2005 – Kunstverein Weiden (mit Uta Zaumseil)
- 2007 – Wunder über Wunder, Kunsthalle Erfurt  (K)